# X-2試驗機

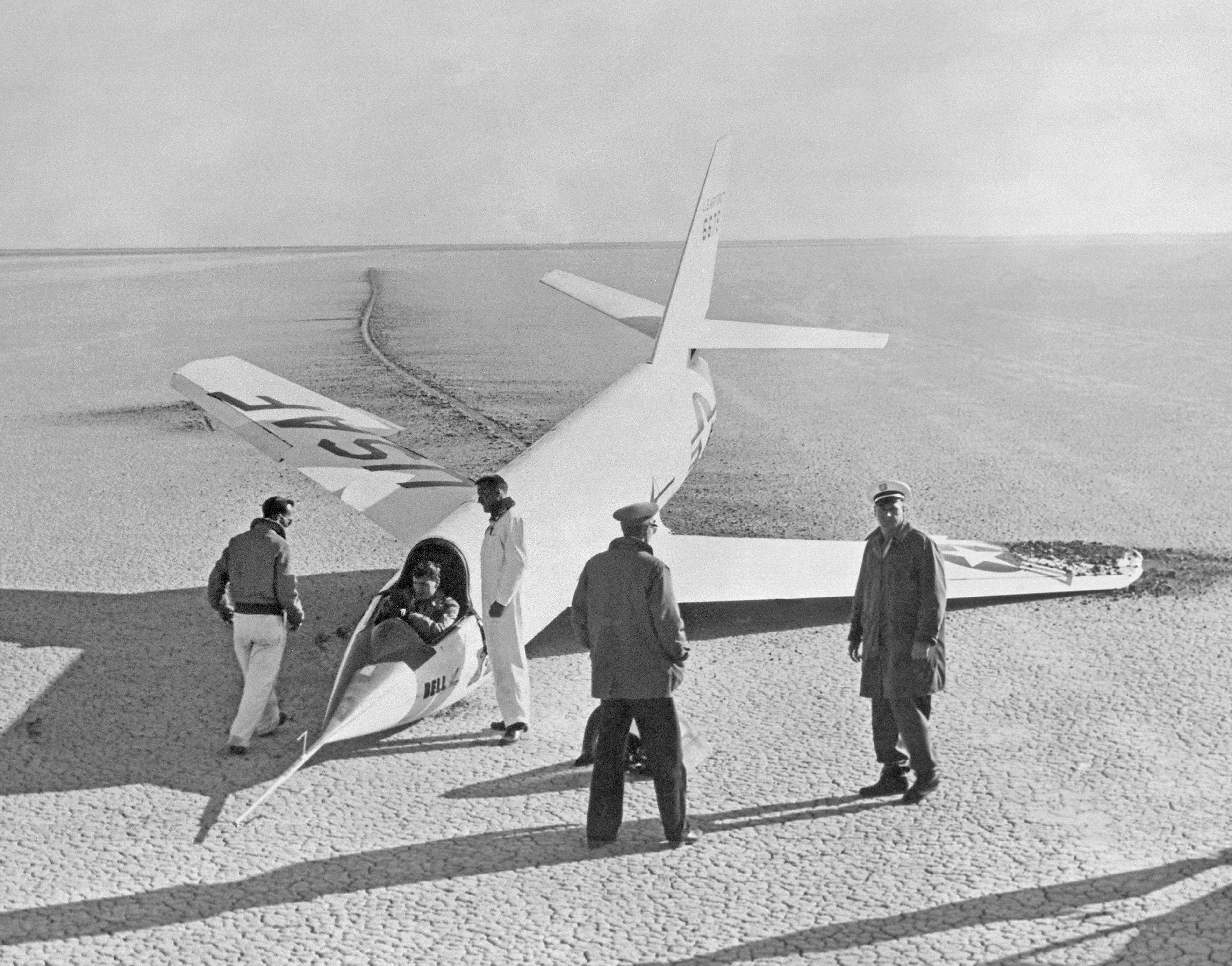

贝尔X-2（昵称“Starbuster”）是一架美国试验机，它被用来研究飞机在2-3马赫飞行时的表现。

## 发展

研究人员在3马赫的领域遇到了许多困难，提供足够的稳定性与可操纵性只是其中之一。在这个领域里，他们还会遇到“热障”，这是由摩擦产生的大量热。X-2由不锈钢和铜镍合金制成，配备了两个XLR25火箭发动机。这架后掠翼飞机将会探测这个领域，并且会是第一架将人类送到大气层边缘的飞机。

## 历史
1952年6月27日，贝尔公司的试飞员Jean “Skip” Ziegler在爱德华兹空军基地完成了第一次无动力飞行。不幸的是，这架飞机在1953年爆炸了。1955年11月18日，Frank K. “Pete” Everest上校驾驶第二架X-2完成了第一次有动力飞行。至第二年7月他的第九次也是最后一次飞行为止，他设定了一项新的速度记录：2.87马赫（3050km/h）。Everest上校报告说，在高速飞行时，X-2的控制系统只起了很小的作用。更糟的是，研究人员在将模拟测试与风洞测试的结果与飞行时收集的数据结合起来后，发现X-2在速度达到3马赫时会遇到严重的稳定性问题。
试飞员Iven C. Kincheloe上校和Milbum G. “Mel” Apt接手了后来的试飞工作。1956年9月7日，Kincheloe成为了第一个到达100000英尺（30500米）高的人，他驾驶X-2到达了126200英尺（38466米）的高度。就在20天以后的9月27日早晨，Mel Apt完成了他的首飞，这也是他第一次驾驶火箭飞机。他被命令按照指定的“最佳航线”飞行，而且他还要尽量避免在速度达到2.7马赫时过快地使用操纵系统。这次试飞的计划做得很精细，而Mel Apt也成为了第一个驾驶飞机到达3马赫的人，他将飞机加速到了3.2马赫，那时他的高度为19960米。至此为止，这次试飞可以说完美无瑕，但是就在此之后，Mel Apt作了一个倾斜转弯的动作，此时飞机的速度仍然在3马赫以上。这可能是因为X-2上面的反应迟钝的仪器显示的速度低于实际速度，或者是因为他认为自己离机场太远了。这架X-2随即失去控制并且开始猛烈下坠，他发现他遇到的是“惯性耦合”现象，三年前在X-1计划中差点使查克·叶格牺牲的也是这个现象。与查克·叶格不同的是，Mel Apt再也没有重新获得控制，他的飞机坠毁，他本人牺牲了。X-2提供了许多有用的数据，但是这个悲剧使X-2计划在NACA接手前就被中止了。对高速飞机的研究不得不被拖延，直到三年后开始的最富有野心的火箭飞机计划北美X-15。

## 试飞
两架X-2从1952年6月27日至1956年9月27日之间共完成了20次飞行。其中46-674号完成了7次滑翔和10次有动力飞行，46-675号完成了3次有动力飞行。

## 数据

### 一般特性
乘员：1 
长度：37英尺10英寸（11.5米）
翼展：32英尺3英寸（9.8米）
高度：11英尺10英寸（3.6米）
空重：12,375磅（5,600千克）
装载后：24,910磅（11,300千克）
最大起飞重量：24,910磅（11,300千克）
动力来源：Curtiss-Wright XLR25火箭发动机，静止时推力为15,000磅（67千牛）。

### 性能
最高速度：3.196马赫(2,094 mph, 3,370 km/h) 
最高高度：126,200英尺（38,466米）